# S・A・コスビー
S・A・コスビー (1973年生まれ) は アメリカ合衆国の小説家である。サザンノワールを基調とした犯罪小説・ミステリ小説作家。米国バージニア州出身。チェサピーク湾に面したバージニア州グロスターで暮らす。
クリストファー・ニューポート大学で英文学を学んだのち、警備員、建設作業員、葬儀社のアシスタントなど様々な職業を経て作家に。『頬に哀しみを刻め』はオバマ元大統領が2022年、23年の夏の読書リストの1冊に挙げた。

## 作品
- My Darkest Prayer （2019）
  - 闇より暗き我が祈り（加賀山卓朗訳、2025年2月 ハヤカワ・ミステリ文庫）
- Blacktop Wasteland (2020.08)
  - 黒き荒野の果て（加賀山卓朗訳、2022年2月 ハーパーBOOKS）
- Razorblade Tears (2021.07)
  - 頬に哀しみを刻め（加賀山卓朗訳、2023年2月 ハーパーBOOKS）
- All the Sinners Bleed (2023.06)
  - すべての罪は血を流す（加賀山卓朗訳、2024年5月 ハーパーBOOKS）